# Partido Comunista (Itália)
O Partido Comunista (em italiano: Partito Comunista, PC), inicialmente fundado com o nome de Comunistas - Esquerda Popular/ Comunistas - Esquerda Popular - Partido Comunista, é um partido italiano de inspiração marxista-leninista fundado em 2009. O PC define-se como a "organização política revolucionária de vanguarda da classe trabalhadora em Itália."
Desde 2013, é membro da Iniciativa dos Partidos Comunistas e Operários, sendo um dos fundadores da iniciativa como representante da Itália.

## Resultados eleitorais

### Eleições legislativas
| Data | M. Proporcional | M. Proporcional | M. Proporcional | M. Proporcional | M. Uninominal | M. Uninominal | M. Uninominal | M. Uninominal | Deputados | +/-     | Status            |
| Data | CI.             | Votos           | %               | +/-             | CI.           | Votos         | %             | +/-           | Deputados | +/-     | Status            |
| ---- | --------------- | --------------- | --------------- | --------------- | ------------- | ------------- | ------------- | ------------- | --------- | ------- | ----------------- |
| 2018 | 16.º            | 106 816         | 0,33 / 100,00   |                 | 9.º           | 106 816       | 0,33 / 100,00 |               | 0 / 630   |         | Extra-parlamentar |
| 2022 | 11.º            | 309 403         | 1,12 / 100,00   | 0,78            | 11.º          | 309 403       | 1,12 / 100,00 | 0,78          | 0 / 400   | Estável | Extra-parlamentar |

### Eleições europeias
| Data | CI. | Votos   | %             | Deputados |
| ---- | --- | ------- | ------------- | --------- |
| 2019 | 9.º | 235 542 | 0,88 / 100,00 | 0 / 73    |